# Justitia
 Denne artikel omhandler den romerske gudinde. Opslagsordet har også en anden betydning, se Justitia (tænketank).
Justitia er retfærdighedens gudinde i romersk mytologi. Hun modsvarer den græsk mytologis Dike. I vor tid anvendes Justitia som personifikation af jura, lov, retsvæsnet og retfærdighed.
Justitia er oftest afbilledet med et sværd i den ene hånd og en balancevægt i den anden. I moderne tid er det desuden blevet kutyme at afbilde hende med bind for øjnene, for på den måde at symbolisere, at alle er lige for loven, og at Justitia dømmer med ”blind retfærdighed” uden at lade sig flytte af hverken penge, magt, personlighed eller noget andet irrelevant. Balancevægten står for retfærdighed og sværdet for magt.
Justitia er et hyppigt anvendt symbol på domstole i store dele af verden og af forskellige firmaer og individer med relation til domstolene, som f.eks. advokater. Ydermere er Justitia symbolet på, at retfærdighed anvendes over for alle, som måtte stå til ansvar for sine handlinger i retten. Justitia vægtskåle rummer den konnotation, at jura ofte går ud på at afveje forskellige modstående hensyn.
- Gerechtigkeit, Lucas Cranach den Ældre, 1537
- Luca Giordano, Palazzo Medici Riccardi i Firenze, 1684-1686
- Jürgen Ovens, Justitia, 
 1663-1665, Museumsberg, Flensborg
- Justitia, 1543. Af Hans Gieng på et springvand i Bern, Schweiz.
- Justitia, 1776.
- Themis, 1890'erne
- Themis, 1920'erne
- Justitia ved den brasilianske højesteret, 1961.
- Justitia i Frankfurt, Tyskland.
- Justitia uden for den canadiske højesteret.
- Central Criminal Court (Old Bailey), London, UK
- Themis, Shibuya, Tokyo, Japan
- Justitia, 19. århundrede, Olomouc, Tjekkiet.
- Justitia, ukendt skulptør.
- Justitia, af Jean Feuchère
- Shelby County Courthouse, Memphis, Tennessee, USA
- Justitia, Australien